# Прометеум волосистый
Прометеум волосистый (лат. Prometheum pilosum) — вид суккулентных растений рода Прометеум семейства Толстянковые.

## Описание
Травянистый многолетник 2-6 см высотой. Листья мясистые, в прикорневой розетке яйцевидно-лопатчатые, тупые, реснитчатые. Стеблевые листья яйцевидно-продолговатые, покрыты железистыми волосками. Соцветие густое, головчатое, лепестки розовые или беловатые. Плод — пятилистовка; плодики с внутренней стороны горбатые, расходящиеся.

## Распространение
Родной ареал: Иран, Северный Кавказ, Закавказье, Турция. Это суккулентное двулетнее растение, произростает в основном в биомах умеренного пояса.

## Таксономия
P. pilosum и P. sempervivoides исторически входили в род Очиток, а позже в Розеточница, но были выделены в отдельный род Прометеум.
Prometheum pilosum (M.Bieb.) H.Ohba, J. Fac. Sci. Univ. Tokyo, Sect. 3, Bot. 12: 169 (1978).

#### Этимология
Prometheum: родовое наименование, происходящее от персонажа греческой мифологии — Прометея.
pilosum: латинский эпитет, означающий «волосистый».

#### Синонимы
Гомотипные (основанные на одном и том же номенклатурном типе):
- Pseudorosularia pilosa (M.Bieb.) Gurgen. (1978)
- Rosularia pilosa (M.Bieb.) Boriss. (1939)
- Sedum pilosum M.Bieb. (1808)

Гетеротипные (основанные на разных номенклатурных типах):
- Cotyledon pubescens C.A.Mey. (1831)

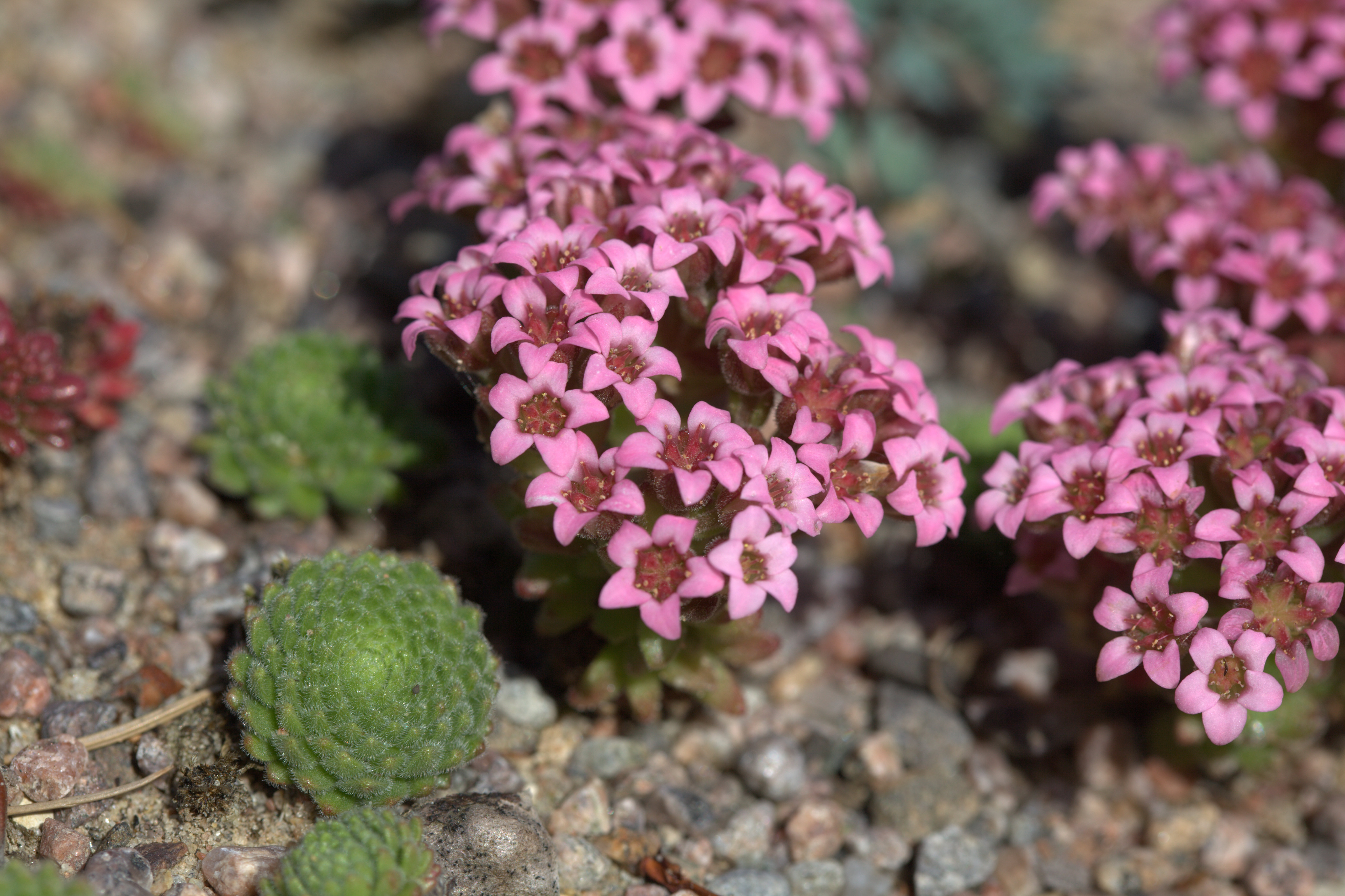
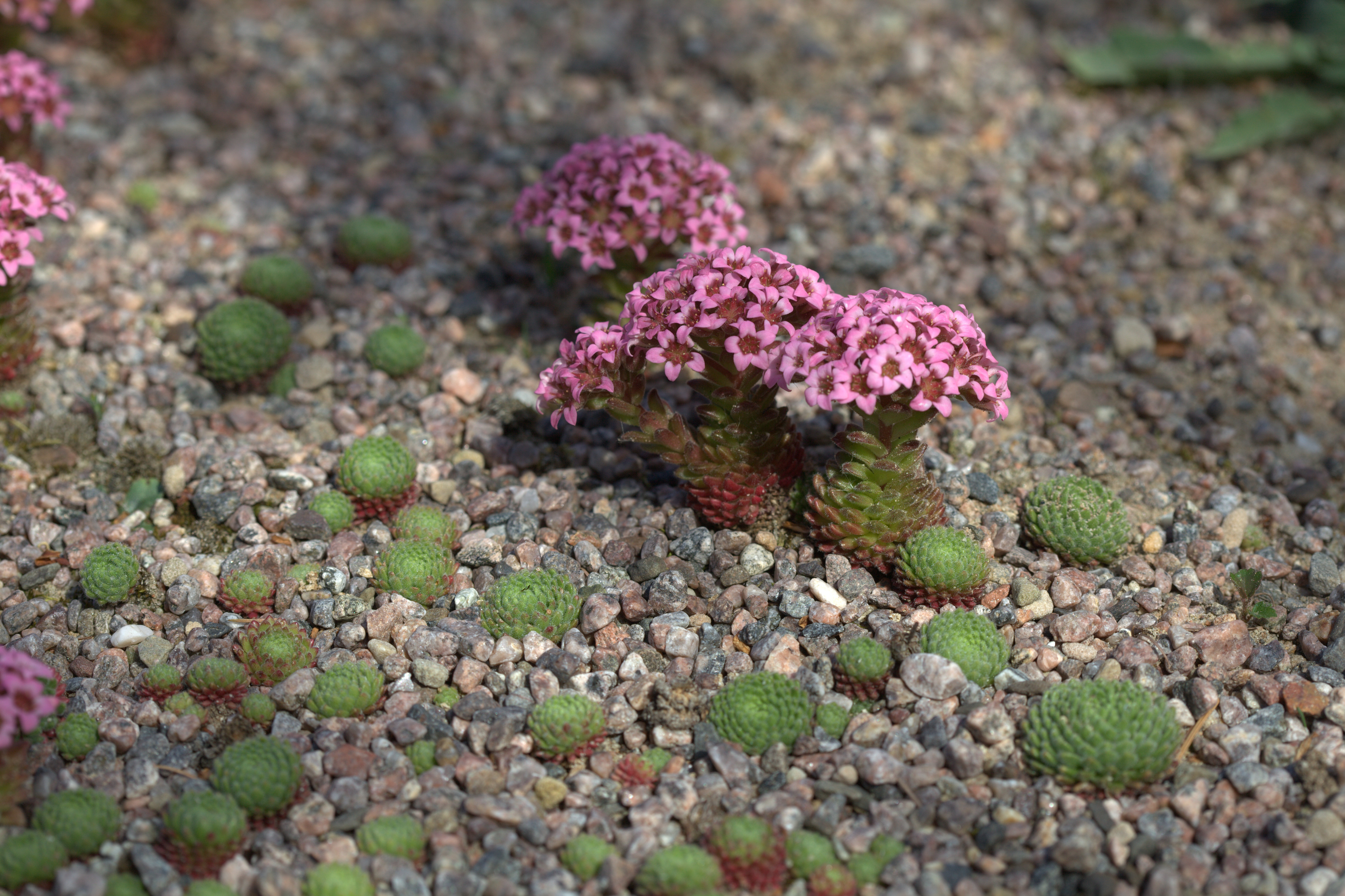

- Umbilicus pubescens G.Don (1834)